# Agustín Codazzi
Agustín Codazzi, de nombre completo Giovanni Battista Agostino Codazzi Bartolotti (en español: Juan Bautista Agustín Codazzi Bertoloti) (Lugo, Estados Pontificios, actual Italia, 12 de julio de 1793 - Espíritu Santo, Confederación Granadina, actual Colombia, 7 de febrero de 1859) fue un ingeniero militar italiano de ocupación artillero, brigadier, furriel, secretario del Estado Mayor, jefe de alojamiento, ayudante suboficial y mariscal de campo, entre otras, durante las Guerras Napoleónicas; geógrafo, cartógrafo, ingeniero y coronel (más tarde general) de Colombia y Venezuela durante y después de la liberación de América del Sur, y gobernador de la provincia de Barinas (1846-1847).

## Biografía
Geógrafo y cartógrafo nacido en Lugo, Ferrara, llegó a Sudamérica avanzado ya el siglo XIX y combatió a las órdenes del corsario Aury, reclamando con éste la Independencia de La Florida. Cautivado por los ideales de la emancipación sudamericana, al ganarse la amistad y consideración de Simón Bolívar y otros generales patriotas, se incorporó al ejército del Libertador, en cuyas filas, gracias a la preparación militar adquirida en academias italianas, tuvo destacada actuación como hábil artillero, y detentó el grado de coronel. Finalizada la lucha por la Independencia, dejaría de lado su actividad bélica para dedicarse a lo que realmente le apasionaba, la investigación geográfica y cartográfica, y llevaría a cabo su singular obra: la geografía y el atlas de las provincias venezolanas (sucesivamente, en su liderazgo de la Comisión Corográfica de Colombia, realizó innumerables tareas para el gobierno de Bogotá, tanto cartográficas como militares).

### Primeros años
Codazzi fue hijo de Domenico Codazzi, un comerciante de telas, y de Constanza Bartolotti. Nació el 12 de julio de 1793 en Lugo, ciudad de la región italiana de la Emilia-Romaña, en medio de la convulsión creada por la Revolución francesa. Tres años después de su nacimiento, Napoléon Bonaparte invadió la ciudad durante un mes, tiempo en el cual su padre se vio gravemente afectado por los saqueos perpetrados por las tropas francesas a los negocios locales.
Agustín Codazzi quedó huérfano de madre en 1799, cuando tenía seis años de edad. Fue enviado entonces a la escuela pública de Lugo, en donde recibió sus primeros estudios con el profesor invidente Pier Matteo Zappi; hasta egresar en 1810.
Domenico Codazzi tenía en mente que su hijo Agustín fuera un hombre de leyes; para tal efecto hizo que su hijo aceptara el trabajo de escribano del Juzgado de Paz de Lugo en 1809 y luego lo envió a la Universidad de Bolonia para cursar estudios de derecho. Sin embargo, Agustín cambió de opinión y decidió realizar estudios militares, y es así como en 1810 ingresó a la Escuela de Ingeniería y Artillería de Módena y a la Academia de Guerra de Pavía, escuelas donde se formó como suboficial de Artillería. A finales de ese mismo año, y a la corta edad de diecisieteaños, se presentó frente al mayor Damiano Armandi, de Faenza, como voluntario en uno de los cuerpos militares que se formaban en Italia para combatir en nombre de Napoleón Bonaparte.

### Guerras Napoleónicas
En la Academia de Pavía obtuvo el grado de subteniente en 1813; ese mismo año y luego de la desastrosa campaña rusa del Ejército Francés, Napoleón reorganizó sus tropas utilizando, entre otros, a los reclutas de las escuelas militares de las regiones bajo su control, entre las cuales se encontraba el Reino de Italia. De esta forma Agustín Codazzi se unió al Cuerpo de Artillería a Caballo comandado por su coterráneo, el general Luigi Gaspare Peyri, como parte de la fuerza expedicionaria italiana que participó en la llamada Campaña de Alemania. Durante dicha campaña, Codazzi luchó con las fuerzas napoleónicas en las batallas de Lützen (2 de mayo de 1813), Bautzen (21 de mayo), Ulm (18 de agosto) y Dresde (26 de agosto). Durante esta última batalla fue ascendido a mariscal de campo.
También combatió en la batalla de Leipzig (19 de octubre de 1813), en donde las tropas italianas bajo mando francés fueron colocadas a la derecha del río Weiße Elster, posición particularmente expuesta; Codazzi de esta forma tomó parte de la contienda en una posición crucial. La leyenda cuenta que después de esta batalla recibió del Emperador Napoleón Bonaparte el anillo de oficial, cuando lo encontró sentado sobre un cañón. Cuando el Emperador le preguntó qué hacía allí, según se dice Codazzi respondió: "Esperando la muerte, pues ya no hay municiones".
Tras la derrota de Leipzig, Codazzi siguió a Eugène Bonaparte a su campaña en Italia. Durante esta campaña, Codazzi perteneció a la primera división comandada por el general Carlo Zucchi, la cual combatió en Mantua en 1814. En esta campaña Codazzi recibe la insignia de ayudante suboficial.
Luego de la derrota de Napoleón y su exilio en la isla de Elba, regresa por poco tiempo a Lugo, para ser de nuevo llamado a las armas por las fuerzas italobritánicas que se reunían en Génova y estaban a cargo de Lord Bentick, cuyo fin era abatir a Napoleón de forma indirecta. Codazzi entra a ellas como cadete, pasa después a la artillería y en breve alcanza el grado de teniente. Perteneció a este ejército hasta la caída definitiva de Napoleón en Waterloo, en 1815. A finales de ese año viaja a Roma para enlistarse en las tropas papales, pero es rechazado y regresa a Lugo frustrado.

### Comercio, naufragio y búsqueda de trabajo

Viajes de Agustín Codazzi (1816-1822).

Luego de la disolución del ejército italo-británico, y usando los ahorros de casi tres años en las filas, decidió dedicarse a seguir los pasos de su padre en el comercio. A principios de 1816 compró telas en Livorno y se embarcó con rumbo a Odesa, a donde nunca llegó pues la nave naufragó a la vista de la isla de Ítaca. En dicha isla permaneció durante un mes, tiempo en el cual sobrevivió pintando casas. Desde allí viajó a Estambul sin pagar pasaje, gracias a la generosidad de un marino de cabotaje.
En esa ciudad conoció a quien sería su gran amigo, Constante Ferrari, con el cual compartiría un largo periodo de aventuras en América. Tras fracasar (debido a una súbita epidemia de peste) un casino en Estambul del cual era socio, y sin haber logrado ser reclutado por el Sultán, Ferrari y Codazzi decidieron abandonar la metrópolis turca, en busca de mejor destino. Ambos siguieron su recorrido por los Balcanes, pasando por el norte de Grecia, Valaquia (Varna, Bucarest, Chernivtsi), para pasar luego por Besarabia rumbo a Rusia, ante rumores de que el zar Alejandro buscaba buenos oficiales para el ejército imperial. Al llegar a Moscú en el otoño de 1816, les dijeron que este se dirigía a Varsovia a reclutar personal, por lo cual ambos emprendieron el viaje a la mencionada ciudad. Allí tuvieron oportunidad de entrevistarse con el gran duque Constantino, hermano del Zar. En esa entrevista se frustró nuevamente su intento de continuar la carrera de las armas, pues el ejército ruso no estaba contratando oficiales.
Siguiendo el rumor de que Holanda buscaba oficiales para una expedición a las Indias Orientales, Codazzi y Ferrari pasaron por Moravia hasta llegar a Danzig, puerto donde tomaron un buque alemán que los llevaría hasta Ámsterdam. Las continuas tormentas y vendavales del mar Báltico obliga a la embarcación a realizar numerosas escalas, primero en Copenhague, luego en Gunbaenborgh (Suecia) y por último en Imbersund (Noruega); debido a las fuertes heladas tuvieron que esperar dos meses en este puerto hasta el deshielo del mar. Una vez retomado el camino a Ámsterdam, una tormenta por poco arroja el navío contra las rocas frente a Elsinor, pero superado este contratiempo por fin llegaron a los Países Bajos.
Nuevamente quedaría frustrado su propósito, pues la expedición neerlandesa ya había partido. En vista del contratiempo, Codazzi y Ferrari decidieron embarcarse con rumbo a Baltimore en los Estados Unidos a donde llegaron en mayo de 1817.

### Guerras de independencia hispanoamericanas

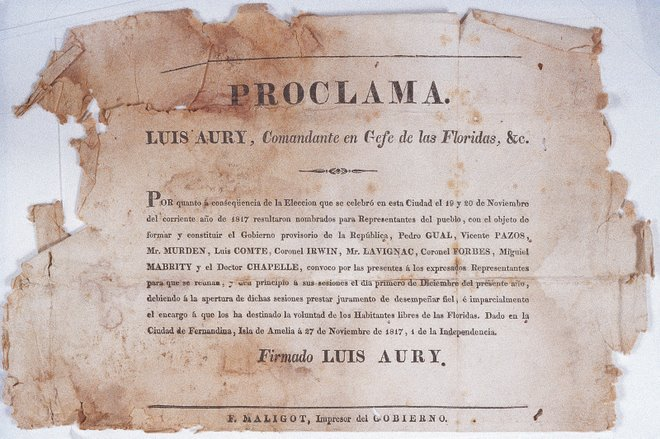
Documento de la proclamación de la República de Florida, 1817.

Al poco tiempo de su llegada a Baltimore en 1817, Agustín Codazzi y Constante Ferrari se unieron a la expedición de Gregor MacGregor (general escocés al servicio del ejército de Venezuela) y el corsario francés Luis Aury en apoyo a la campaña libertadora de Simón Bolívar, que organizaba el contraalmirante de la armada venezolana Agustín Gustavo Villeret. Pero por desavenencias de Villeret con el almirante Luis Brión, comandante de la escuadra, en vez de navegar hacia la isla de Margarita, se desviaron hacia la isla de Amelia, frente a las costas de la Florida. El cuerpo expedicionario toma la isla para invadir la península de Florida y cortar el comercio entre Estados Unidos y España; como logro de su intervención nació la República de Florida.

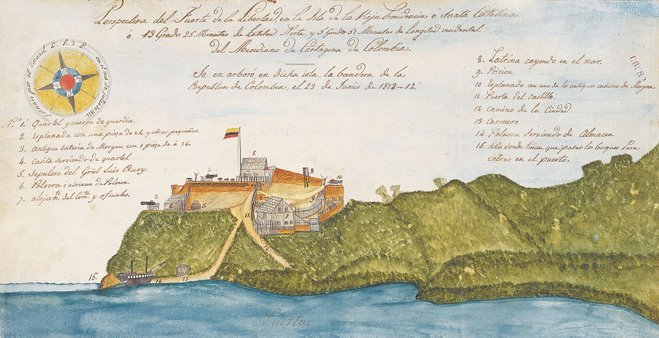
Fuerte del corsario francés Louis-Michel Aury en la isla de Providencia en donde estuvo entre 1818 y 1821. El dibujo fue hecho por su secretario de estado, Luis Perú de Lacroix.

Sin embargo dicha república duró poco, debido al escaso apoyo de las Provincias Unidas de Venezuela. MacGregor dejó la isla de Amelia en septiembre de 1817 en manos del corsario francés con patente mexicana Luis Aury, que la declaró parte de la República de México. Sin embargo fue desalojado por las tropas enviadas por el presidente James Monroe en diciembre de 1817 en virtud de las pretensiones anexionistas del gobierno de los Estados Unidos respecto a la Florida. Luego de este fracaso, Aury junto con su flota, entre cuya tripulación se encontraban Codazzi y Ferrari, se dirigió a la isla de Providencia frente a las costas de Nicaragua, la cual capturó en julio de 1818 y donde estableció una base para sus operaciones corsarias, constituyendo así el primer territorio libre de la Nueva Granada. Después de este acontecimiento Aury, Codazzi y Ferrari navegan a Buenos Aires para ponerse al servicio de las Provincias Unidas del Río de la Plata.
A mediados de 1819, Luis Aury y Gregor MacGregor que se había apostado en la isla de San Andrés trazaron un plan de invasión al istmo de Panamá en poder de los realistas, el cual tuvo un éxito relativo sobresaliendo por su espíritu luchador Codazzi y Ferrari. Sin embargo el triunfo fue vano, y hubieron de retirarse a Providencia nuevamente.
Ese mismo año, Codazzi fue enviado por Aury a Bogotá ingresando por el Atrato con el fin de ofrecer los servicios de su pequeña escuadra a Simón Bolívar; pero a su llegada, el Libertador no se encontraba y el vicepresidente Francisco de Paula Santander no prestó atención al ofrecimiento. En repetidas oportunidades, Aury intentó en vano un reconocimiento oficial por parte del gobierno de la Gran Colombia. Aunque no logró su cometido, Luis Aury siguió apoyando los ideales de Bolívar y participó en varias campañas en nombre de Colombia, tales como los sitios de Cartagena de Indias, de Tolú, de Omoa y Trujillo. Tras la muerte de Aury en 1821, Codazzi regresó a Italia con su amigo de aventura Constante Ferrari, pasando por Saint Thomas, Ámsterdam y París antes de llegar a Lugo.

### Hacendado en Italia y retorno a América

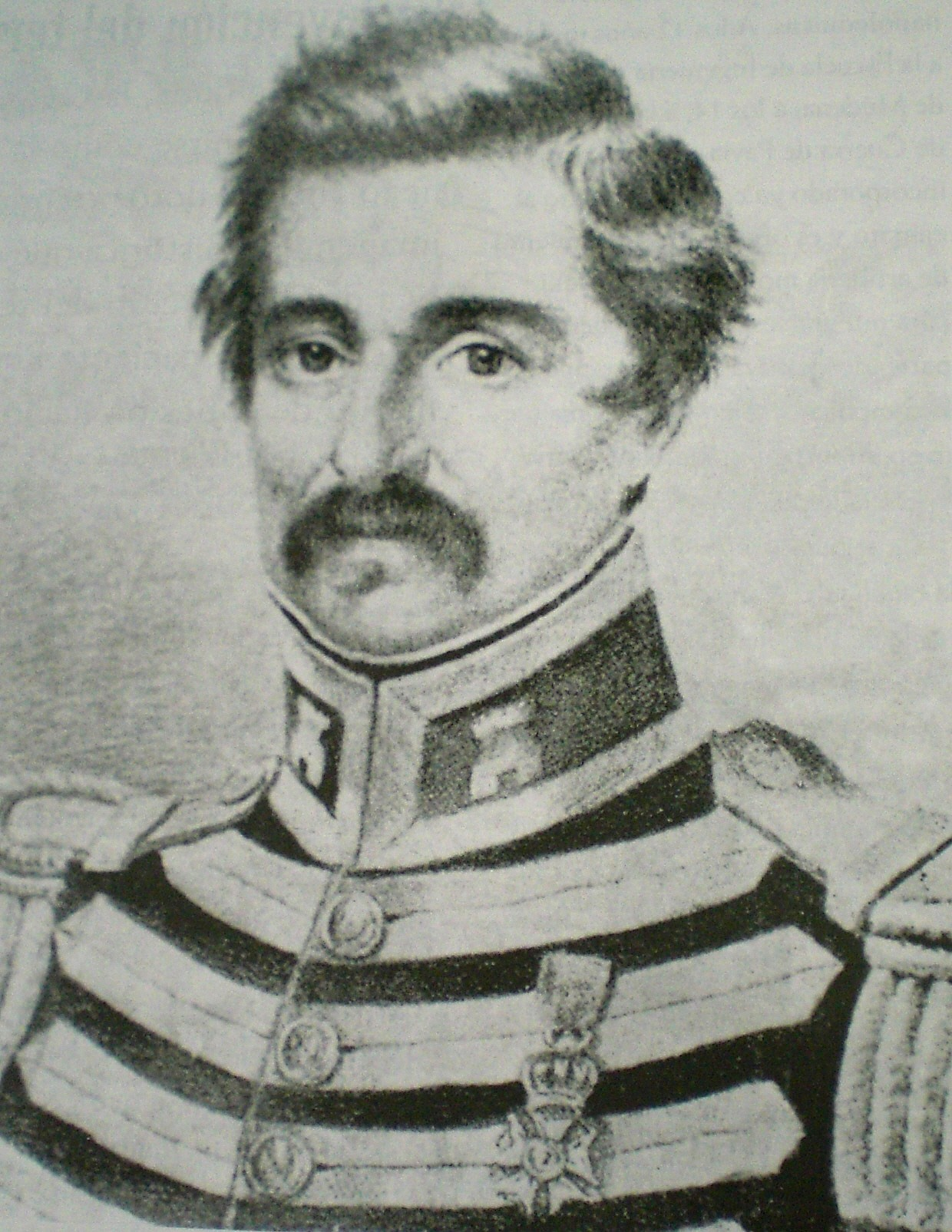
Retrato de Agustín Codazzi realizado por el pintor venezolano Carmelo Fernández.

Con el producto de sus aventuras en el Nuevo Mundo, Codazzi y Ferrari viajaron a Italia y se instalaron como granjeros en el valle del río Po, donde compraron la hacienda El Serrallo en 1822. Pero desavenencias sobre el manejo de la hacienda hicieron que la amistad entre ambos se resquebrajara, lo cual precipitó el regreso de Codazzi a Latinoamérica a tan solo tres años de haber llegado a Italia. Se embarcó rumbo a Cartagena de Indias el 2 de abril de 1826, llegando a este puerto el 24 de mayo de ese mismo año; allí conoció al almirante general Lino de Clemente, quien lo acompañó hasta Bogotá. Una vez llegado a dicha ciudad y con ayuda de Clemente, Francisco de Paula Santander lo integró al servicio del ejército grancolombiano con el cargo de brigadier del cuerpo de artillería del departamento del Zulia.
Durante su estadía en el Zulia, el general José María Carreño, quien era gobernador de ese departamento, le destinó a Maracaibo con el encargo de fortificar la entrada al lago homónimo, ante una eventual amenaza de ataque de la marina española, que en aquel entonces tenía su base en Puerto Rico. Durante su regreso a Bogotá en noviembre de 1828 se encontró con Bolívar, a quien acompañó en su último viaje a Caracas (1827) con el fin de calmar las intenciones separatistas del Distrito de Venezuela por parte del general José Antonio Páez. Fue durante este viaje que nació la amistad entre Codazzi y Páez. En 1829, aprovechando las labores que Codazzi cumplía en el lago, el general Justo Briceño le encargó realizar un mapa del departamento del Zulia.

### Ingeniero militar y geógrafo de Venezuela

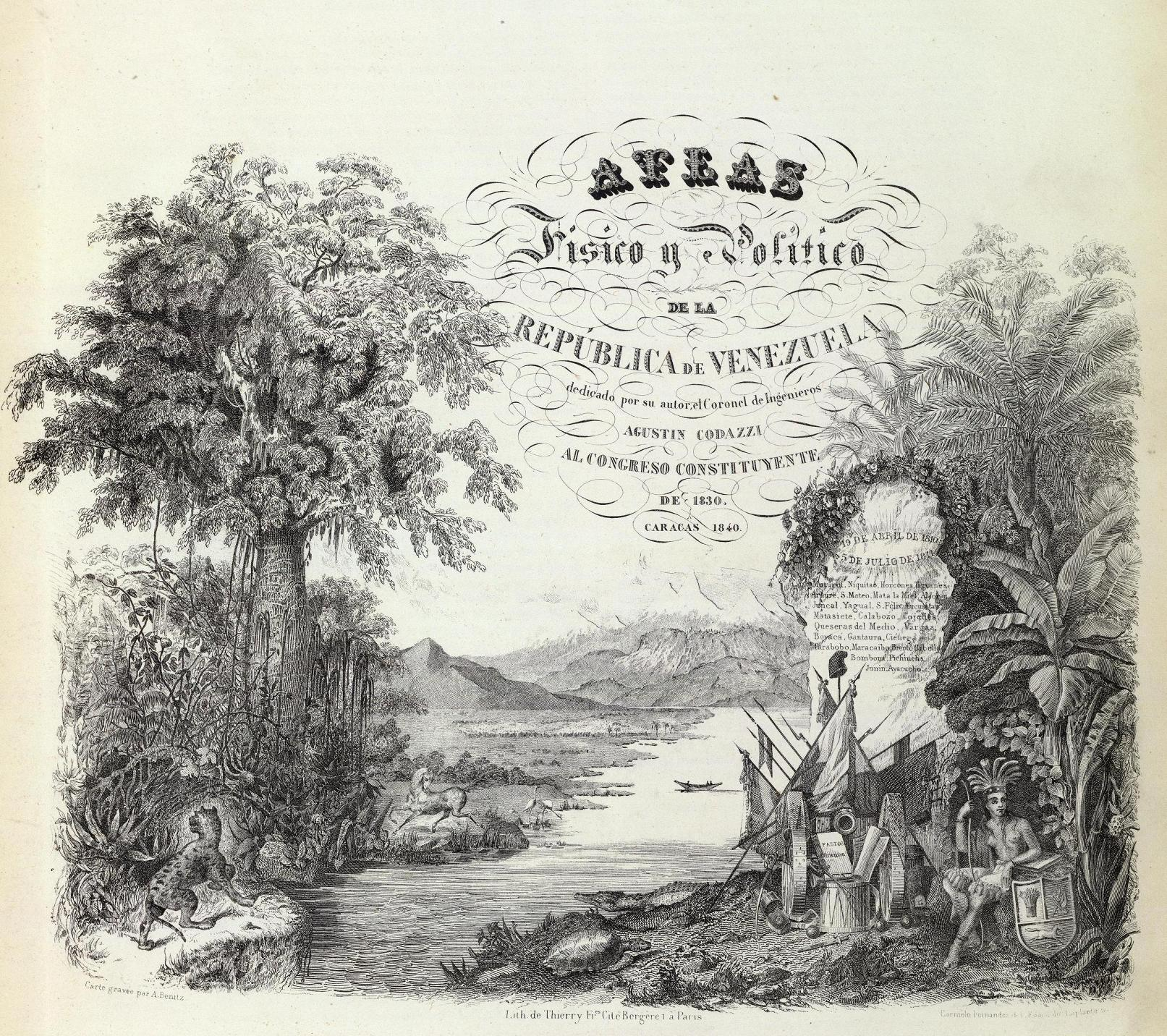
Portada del Atlas Físico y Político de la República de Venezuela (1840).

Con base en este encargo, Codazzi empezó a levantar los planos del litoral venezolano y a efectuar mejoras a las fortificaciones costeras. Este fue el primer paso en su carrera como geógrafo y naturalista. Justamente cuando se encontraba realizando estas funciones, surgieron los acontecimientos que llevaron a la desintegración de la Gran Colombia en 1830.
Luego de estos acontecimientos, Codazzi decidió quedarse en Venezuela, donde presentó su carta general del Zulia al congreso recién formado en Caracas. El presidente Páez, al ver su obra, le encomendó la elaboración de mapas de todo el país, sobre la base del que había realizado previamente agregándole además los datos geográficos, los físicos y estadísticos de cada región cartografiada;  en forma similar a la Expedición de Lewis y Clark (1804-06) realizada en los Estados Unidos. Para cumplir esta obra a cabalidad, Páez lo nombró jefe del Estado Mayor de sus fuerzas militares.
Desde 1830 y durante ocho años Codazzi exploró Venezuela, tomó notas y realizó bocetos cartográficos de todas las provincias en las cuales se dividía la república, primero de la provincia de Coro (1832), y luego recorrió las provincias de Barquisimeto, Barinas y Cumaná (1833). Para recorrer y medir la cuenca del Orinoco se mudó de Caracas a Valencia, ciudad que se convirtió en su base de operaciones. De allí paso al delta del río Orinoco (1834-36) y finalmente de la extensa provincia de Guayana (1837-38). En este viaje escribió al congreso un informe acusatorio de las continuas violaciones y maltratos de las autoridades para con los indígenas de la zona del río Negro.
Este trabajo sin embargo se vio periódicamente interrumpido por esporádicos compromisos relacionados con sus funciones de jefe de Estado Mayor: primero para atender las diversas revueltas contra el gobierno de Páez por parte de alzados militares principalmente en los llanos (1835); otra para proteger a la provincia de Mérida de la guerra civil que se desarrollaba en la hermana República de la Nueva Granada y que al parecer iba a extenderse a los territorios de la provincia antes mencionada y de la provincia de Maracaibo; y por último contra el general José Tadeo Monagas, quien se rebeló en la provincia de Cumaná en 1836. Gracias a su valerosa participación en esta última contienda, el presidente José María Vargas lo ascendió a coronel de ingenieros.
Durante uno de sus cortos descansos de sus actividades tanto cartográficas como militares en la ciudad de Valencia, Codazzi conoció a Araceli Fernández de la Hoz, hija de Lorenzo Fernández de la Hoz, antiguo jefe realista de Cumaná y amigo personal de Alexander von Humboldt. Con Araceli se casó el 29 de abril de 1834 cuando ella tenía veintiséis años, y la cual le dio ocho hijos.

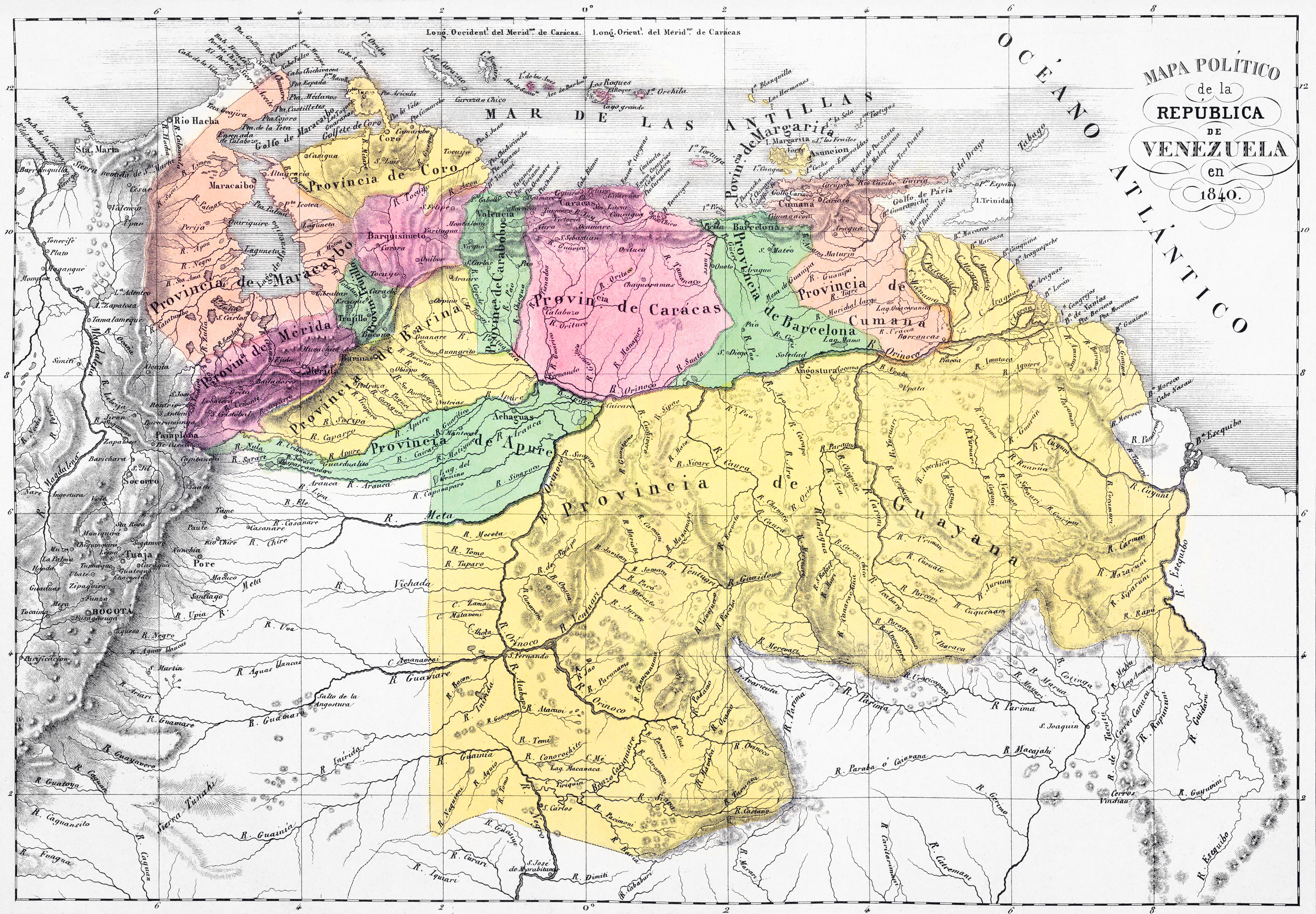
Mapa general de Venezuela dibujado y publicado por Agustín Codazzi en 1840.

Efectivamente Codazzi hubo de terminar el mapa completo de Venezuela en 1839. Electo nuevamente Páez para la presidencia de la República, Codazzi le entrega los originales de la obra que le ha sido confiada, examinándola el jefe de ingenieros, Juan Manuel Cajigal, que le da su plena aprobación y el 18 de octubre de 1839, obtiene la del Congreso Nacional, que ordena su publicación. Al recibir el visto bueno por parte del órgano legislativo, se embarcó rumbo a París junto con el dibujante Carmelo Fernández y los historiadores Rafael María Baralt y Ramón Díaz. Allí publicaron en 1840 el Atlas Físico y Político de la República de Venezuela y el Resumen de la Geografía de Venezuela, obras que contaron con el financiamiento del prócer de la independencia Martín Tovar Ponte, y que fueron meritorias de variados elogios y reconocimientos por parte de la Academia de Ciencias de París, la Sociedad Geográfica de París y por el propio barón Alexander von Humboldt. Por su gran aporte a la ciencia mundial le fue conferida la Cruz de la Legión de Honor por parte del rey de Francia Luis Felipe I, y le hicieron miembro honorario de la Sociedad Geográfica de París, Sociedad Geográfica de Londres, Sociedad Geográfica de Berlín y la American Ethnology Society de Nueva York.
Una de las cuestiones más difíciles que Codazzi enfrentó en la elaboración de su atlas fue la definición de límites, no solamente entre las diversas provincias estudiadas sino entre Venezuela y sus vecinos; mismo problema que más tarde hubo de enfrentar en la Nueva Granada. Codazzi, de forma ecuánime y prudente, solventó este tema esbozando diversas fronteras en sus mapas.

A su regreso a Venezuela, Codazzi se desempeñó como Director de la Academia Matemática de Caracas e Instructor de la Escuela Práctica de Artillería. En 1841 el gobierno encargó a Codazzi la promoción de inmigrantes europeos hacia las regiones deshabitadas del país. Este concibe y formula un proyecto de colonización para Venezuela con familias europeas, plan que recibió apoyo del Congreso Nacional y el financiamiento de Martín Tovar Ponte, necesario para su ejecución en tierras cedidas por Manuel Felipe Tovar. Para tal propósito viajó a Europa junto con Alejandro Benitz (ayudante suyo en la elaboración de los mapas del atlas), y se entrevistó con Humboldt, quien le aconsejó que llevara para América familias de origen alemán, particularmente de la región de la Selva Negra.
Agustín Codazzi llegó a La Guaira el 6 de abril de 1843 con el fin de construir y organizar el asentamiento de la recién creada Colonia Tovar (Aragua), nombrada así en honor a los Tovar Ponte. Benitz llegó un mes después con 389 inmigrantes, de los cuales 239 eran hombres y 150 mujeres, quienes se habían adscrito a la empresa. Los numerosos contratiempos que vivió el grupo en sus primeros años hicieron que surgiera cierto descontento entre ellos, pero los esfuerzos de Agustín Codazzi y de Alejandro Benitz no dejaron que la colonia se desintegrara.
Carlos Soublette, presidente de la república de Venezuela, mandó a llamarlo a Caracas en diciembre de 1845 y le confió el gobierno de la provincia de Barinas. Desde la gobernación de Barinas, Codazzi tuvo que enfrentar de nuevo la inestabilidad política que se cernía sobre toda la nación e hizo todo lo posible para calmar a los inquietos habitantes de la región bajo su mandato, tomando medidas para el impulso de obras cívicas, apertura de escuelas, disminución de la criminalidad y de la violencia entre los partidos políticos de la provincia. No habiendo logrado sus objetivos, en 1848 acompaña a José Antonio Páez en el alzamiento que este promueve contra José Tadeo Monagas, adversario político de Páez (y en consecuencia de Codazzi), quien se había declarado dictador; pero debido a que la protesta armada no tuvo éxito y su propia familia se vio involucrada en el conflicto, Codazzi no tuvo más remedio que renunciar a la gobernación de Barinas, salir huyendo a Maracaibo, enviar a su esposa e hijos a Aruba y salir al exilio hacia la Nueva Granada en 1849.

### Exilio en la Nueva Granada, la Comisión Corográfica y muerte

Mapa que muestra los 10 viajes de la Comisión Corográfica (1851-1859), de la cual Agustín Codazzi asumió la dirección.

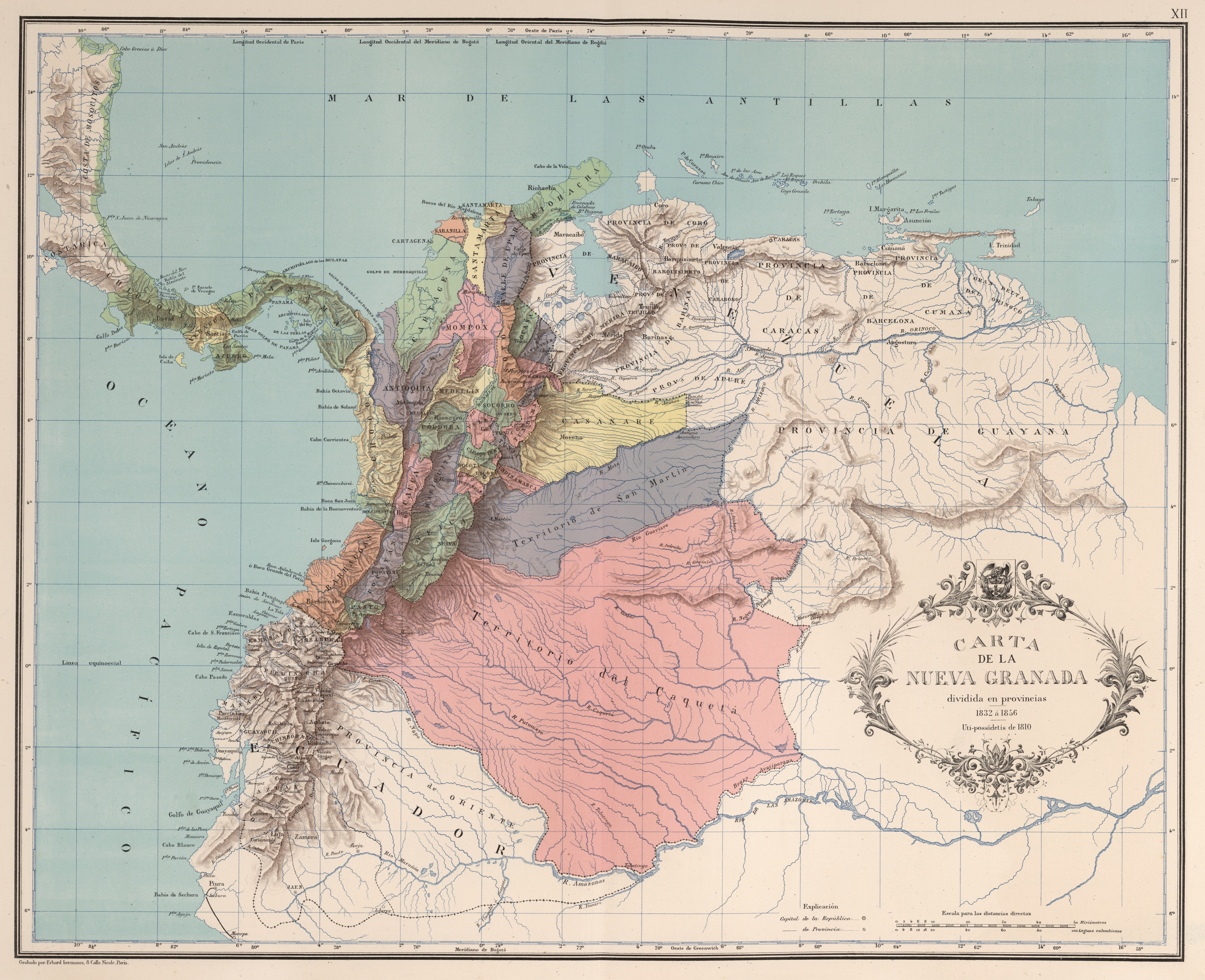
Las provincias de la Nueva Granada en 1851. Mapa publicado en 1890 con base a los que dibujara Agustín Codazzi en la década de 1850.

Habiendo llegado Codazzi a la Nueva Granada, un antiguo amigo suyo de las Guerras de Independencia, el general Tomás Cipriano de Mosquera, se puso inmediatamente en contacto con el. Debido al auge que por aquel entonces tomaba la acción de abrir un canal en el istmo de Panamá, Mosquera tenía en mente realizar una gran empresa científica que no solo incluyera la cartografía del istmo sino de toda la república, con su correspondiente descripción física, económica y demográfica, y ya que había conocido la obra de Codazzi en Venezuela pensaba que este podría hacer un trabajo similar al hecho en ese país, pero de mayores proporciones.
Como estímulo, Mosquera nombró a Codazzi teniente coronel del ejército neogranadino y además jefe del Colegio Militar de Bogotá. Como adelanto de su posterior trabajo, levantó con sus estudiantes el plano completo de la ciudad. Mosquera si bien acabó su periodo presidencial a tan solo unos meses de su encuentro con Codazzi, le recomendó a su sucesor José Hilario López celebrar un contrato con este para llevar a cabo tal la empresa, cuyo nombre sería Comisión Corográfica.
A diferencia del trabajo casi individual que se realizó en Venezuela, la comisión pretendía ser un trabajo colectivo y especializado: geógrafos, cartógrafos, botánicos, pintores y escritores, todos ellos dirigidos por el coronel Agustín Codazzi. Junto a este se encontraban Manuel Ancízar como descriptor e historiador, José Jerónimo Triana como botánico, Carmelo Fernández, Manuel María Paz y Henry Price como dibujantes y cartógrafos. Fue así como el 1 de enero de 1850 se iniciaron los trabajos y estudios de la comisión.
A mediados de 1850 pudo por fin llamar a su familia que estaba en el exilio en Aruba, y se instaló a vivir en la carrera 6 con calle 6 de Bogotá. Sus hijos Domingo y Lorenzo formaron parte de la expedición como miembros anexos y ayudantes de su padre.
La Comisión Corográfica se desarrolló en diferentes etapas, recorriendo primero las regiones circundantes a Bogotá y los Santanderes (1850), luego las provincias de Antioquia, Cauca, Córdova, Mariquita y Medellín (1852), la región del río Atrato y toda la costa pacífica hasta el Ecuador (1853), el Darién y Panamá (1854), la hoya del río Bogotá (1855), las llanuras de San Martín, Casanare y Caquetá (1856).
Como producto de sus tareas dentro de la comisión, publicó diversos libros: Apuntaciones sobre inmigración y colonización (1850), Geografía física i política de la provincia de Ocaña (1850), Resumen del diario histórico del Ejército del Atlántico, Istmo y Mompox, llamado después Ejército del Norte (1855), Jeografía Física i Política de las Provincias de la Nueva Granada (1856), Descripción general de los indios de la Nueva Granada (1857), Descripción del territorio del Caquetá (1858), Antigüedades indígenas de San Agustín (1858).

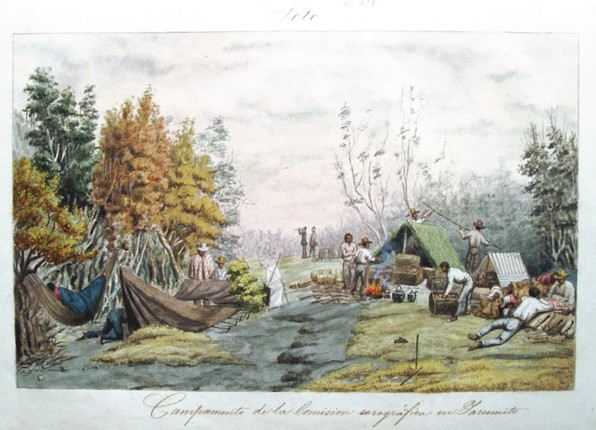
Agustín Codazzi y sus colaboradores en el campamento de Yarumito, provincia de Soto.

Debido a las continuas exploraciones de extranjeros en el istmo de Panamá, principalmente de Francia, Reino Unido y Estados Unidos, el gobierno de la Nueva Granada encomendó a Agustín Codazzi el estudio de una posible ruta para abrir un canal interoceánico. Dictaminó que la vía Panamá-Colón era la más indicada para realizar la obra.
Cuando realizaba sus trabajos corográficos en Panamá, Codazzi se vio envuelto en el conflicto surgido por el derrocamiento de José María Obando por parte de José María Melo en 1854, y debió unirse a los ejércitos del general Tomás Cipriano de Mosquera como jefe de su Estado Mayor. Mosquera le encargó entonces la preparación de los documentos relativos a la campaña militar, y entre sus múltiples tareas fortificó a Honda, se distinguió en la batalla de Petaquero y participó en la toma de Bogotá (4 de diciembre), recibiendo en recompensa de sus servicios el grado de general.
Uno de sus grandes problemas al momento de cartografiar la Nueva Granada fue, sin duda, el constante cambio de divisiones administrativas de la república y los límites entre estas. Es así como de 1850 se pasan de tener 31 provincias a tener unas 36 en 1855, y ese mismo año estas se fusionaron para formar ocho estados soberanos (con el correspondiente cambio del nombre del país a Confederación Granadina). Estas nuevas reorganizaciones políticas del Estado le daban a Codazzi bastante dolores de cabeza, ya que debía trazar nuevos diseños cartográficos, hacer nuevos cálculos y extender nuevas estadísticas; también surgieron desacuerdos entre Estado y Estado acerca de sus linderos, problemas que retardaban necesariamente la terminación de la obra.
El ascenso al poder de Mariano Ospina Rodríguez en 1857 marcó un enfriamiento en el apoyo gubernamental a la labor de la Comisión Corográfica, que languideció lentamente en los años siguientes, sin que esto determinara una mengua en el entusiasmo de Agustín Codazzi por darle término a su obra. El 11 de junio de 1858 le entregó a Manuel Antonio Sanclemente los mapas terminados de seis de los ocho Estados en los que se dividía la Confederación Granadina. Faltándole solo dos estados por recorrer (los de Bolívar y Magdalena), emprende su último viaje a dichas tierras en 1858 acompañado de Manuel María Paz, particularmente por el afán de explorar la Sierra Nevada de Santa Marta, pero ya sin ningún apoyo gubernamental porque Ospina había suspendido el patrocinio a la comisión.
A pocos días de llegar a la Sierra, la malaria lo atacó y tuvo que reposar en la aldea del Espíritu Santo. Su avanzada edad (66 años) le impidió mejoría, falleciendo el 7 de febrero de 1859 en brazos de Manuel María Paz, su único compañero de viaje. Fue sepultado cerca del lugar de su muerte con su vestido de viaje, y encima se puso un montón de piedras, con la gran Sierra Nevada de fondo.

### Después de su muerte

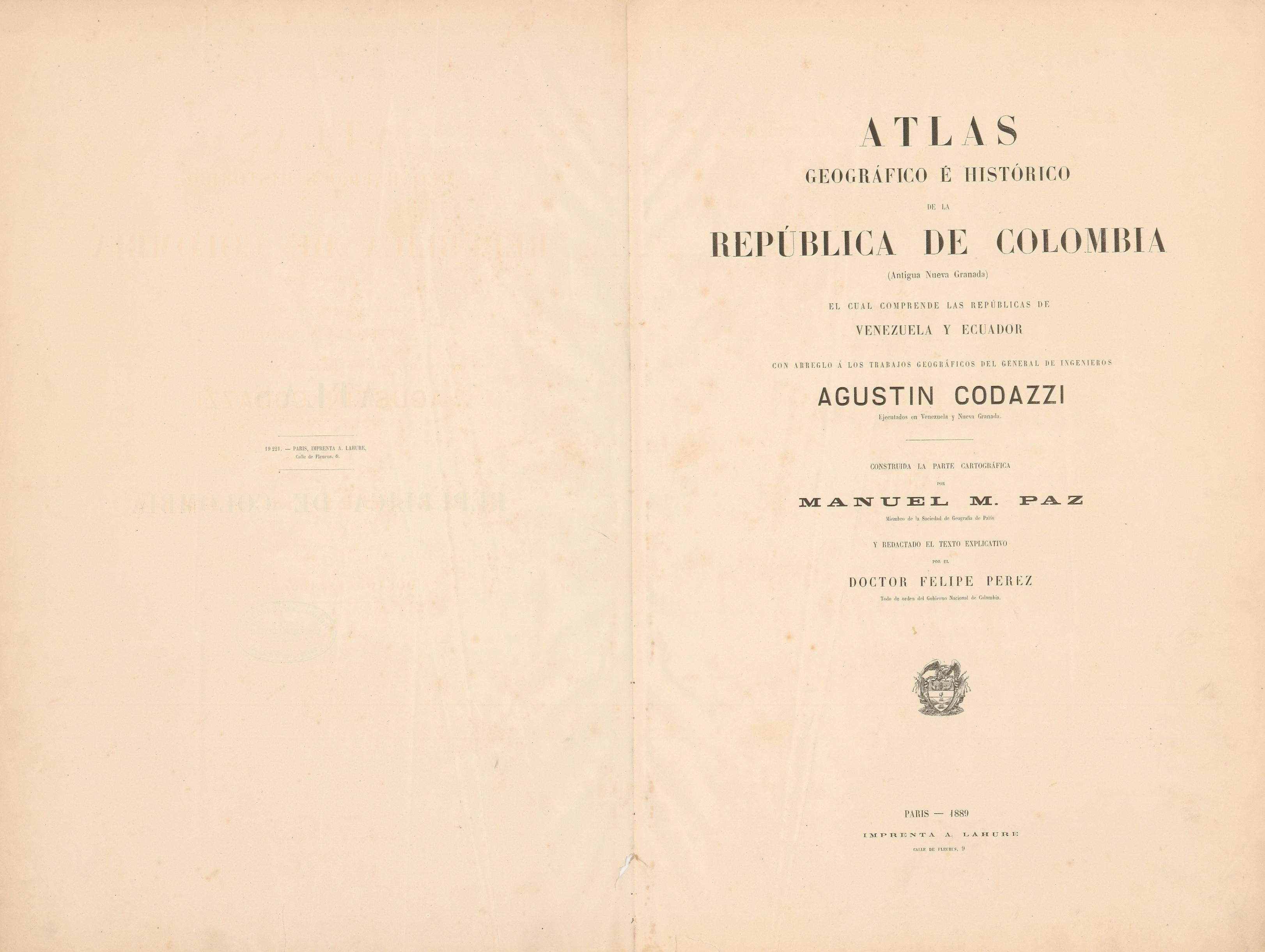
Portada del Atlas de Colombia (1890).

El año de la muerte de Codazzi en Espíritu Santo también se dieron los decesos de Alexander von Humboldt y Karl Ritter, a quienes se les ha honrado como los fundadores de la geografía moderna. Sus restos fueron exhumados y trasportados a Bogotá, a la iglesia de San Juan de Dios. Su viuda Araceli Fernández los hizo trasladar a la catedral de Valencia, a donde se había radicado después de su destierro, mientras el Gobierno de Venezuela los pedía para depositarios en el Panteón Nacional de Caracas al lado de los de Bolívar, lugar en el cual actualmente reposan desde 1942.
Aunque su obra en la Nueva Granada quedó incompleta, correspondió a sus asistentes y seguidores completar y publicar los mapas de la república. El primer resultado de esta labor se vio en 1865 con el Atlas de los Estados Unidos de Colombia de parte de Manuel Ponce de León y Manuel María Paz y cuyas cartas se basaban enteramente en las dibujadas por Codazzi durante la comisión. En 1890 fue publicado el Atlas Geográfico e Histórico de la República de Colombia, con la cartografía por parte de Manuel María Paz y con el texto explicativo de parte de Felipe Pérez.
En 1898 su archivo personal, con manuscritos, bocetos, correspondencia y mapas, fue enviado a Turín (Italia) para participar en la Exposición General Italiana en la sección Exploraciones. Aunque no alcanzó a ser incluido en la exposición, el archivo fue depositado en la Biblioteca Nacional de Turín (Italia) por intervención de la Sociedad Geográfica Italiana, con lo cual Codazzi de alguna manera regresaba a Italia. Los más de 2500 documentos que actualmente conserva la Biblioteca Nacional de Turín, y que han sido entregado en copia al Archivo General de la Nación en Bogotá, dan cuenta del método cartográfico de Codazzi y de sus técnicas de trabajo. 

## Familia
El siguiente árbol genealógico se conformó con datos extraídos del libro Escritos sobre Codazzi de Andrés Soriano Lleras (1962) y de sus propias Memorias (1823). Dicho árbol recoge únicamente sus padres y familia inmediata (hermanos, hijos y nietos).
|                         |                         |                         |                         |                         |                         | Domenico Codazzi     | Domenico Codazzi     | Domenico Codazzi     | Domenico Codazzi     | Domenico Codazzi     | Domenico Codazzi     |                   |                   |           |           |                  |                  | Constanza Bertolotti | Constanza Bertolotti | Constanza Bertolotti | Constanza Bertolotti | Constanza Bertolotti | Constanza Bertolotti |                             |                             |                             |                             |                             |                             |              |              |              |              |              |              |                   |                   |                   |                   |                   |                   |      |      |      |      |      |      |  |  |  |  |  |  |  |  |  |  |  |  |  |  |  |  |  |  |  |  |  |  |  |  |  |  |  |  |  |  |  |  |  |  |  |  |  |  |  |  |  |  |  |  |
|                         |                         |                         |                         |                         |                         | Domenico Codazzi     | Domenico Codazzi     | Domenico Codazzi     | Domenico Codazzi     | Domenico Codazzi     | Domenico Codazzi     |                   |                   |           |           |                  |                  | Constanza Bertolotti | Constanza Bertolotti | Constanza Bertolotti | Constanza Bertolotti | Constanza Bertolotti | Constanza Bertolotti |                             |                             |                             |                             |                             |                             |              |              |              |              |              |              |                   |                   |                   |                   |                   |                   |      |      |      |      |      |      |  |  |  |  |  |  |  |  |  |  |  |  |  |  |  |  |  |  |  |  |  |  |  |  |  |  |  |  |  |  |  |  |  |  |  |  |  |  |  |  |  |  |  |  |
|                         |                         |                         |                         |                         |                         |                      |                      |                      |                      |                      |                      |                   |                   |           |           |                  |                  |                      |                      |                      |                      |                      |                      |                             |                             |                             |                             |                             |                             |              |              |              |              |              |              |                   |                   |                   |                   |                   |                   |      |      |      |      |      |      |  |  |  |  |  |  |  |  |  |  |  |  |  |  |  |  |  |  |  |  |  |  |  |  |  |  |  |  |  |  |  |  |  |  |  |  |  |  |  |  |  |  |  |  |
|                         |                         |                         |                         |                         |                         |                      |                      |                      |                      |                      |                      |                   |                   |           |           |                  |                  |                      |                      |                      |                      |                      |                      |                             |                             |                             |                             |                             |                             |              |              |              |              |              |              |                   |                   |                   |                   |                   |                   |      |      |      |      |      |      |  |  |  |  |  |  |  |  |  |  |  |  |  |  |  |  |  |  |  |  |  |  |  |  |  |  |  |  |  |  |  |  |  |  |  |  |  |  |  |  |  |  |  |  |
| 5 hermanos desconocidos | 5 hermanos desconocidos | 5 hermanos desconocidos | 5 hermanos desconocidos | 5 hermanos desconocidos | 5 hermanos desconocidos |                      |                      | Giannetta Codazzi    | Giannetta Codazzi    | Giannetta Codazzi    | Giannetta Codazzi    | Giannetta Codazzi | Giannetta Codazzi |           |           | Agostino Codazzi | Agostino Codazzi | Agostino Codazzi     | Agostino Codazzi     | Agostino Codazzi     | Agostino Codazzi     |                      |                      | Araceli Fernández de la Hoz | Araceli Fernández de la Hoz | Araceli Fernández de la Hoz | Araceli Fernández de la Hoz | Araceli Fernández de la Hoz | Araceli Fernández de la Hoz |              |              |              |              |              |              |                   |                   |                   |                   |                   |                   |      |      |      |      |      |      |  |  |  |  |  |  |  |  |  |  |  |  |  |  |  |  |  |  |  |  |  |  |  |  |  |  |  |  |  |  |  |  |  |  |  |  |  |  |  |  |  |  |  |  |
| 5 hermanos desconocidos | 5 hermanos desconocidos | 5 hermanos desconocidos | 5 hermanos desconocidos | 5 hermanos desconocidos | 5 hermanos desconocidos |                      |                      | Giannetta Codazzi    | Giannetta Codazzi    | Giannetta Codazzi    | Giannetta Codazzi    | Giannetta Codazzi | Giannetta Codazzi |           |           | Agostino Codazzi | Agostino Codazzi | Agostino Codazzi     | Agostino Codazzi     | Agostino Codazzi     | Agostino Codazzi     |                      |                      | Araceli Fernández de la Hoz | Araceli Fernández de la Hoz | Araceli Fernández de la Hoz | Araceli Fernández de la Hoz | Araceli Fernández de la Hoz | Araceli Fernández de la Hoz |              |              |              |              |              |              |                   |                   |                   |                   |                   |                   |      |      |      |      |      |      |  |  |  |  |  |  |  |  |  |  |  |  |  |  |  |  |  |  |  |  |  |  |  |  |  |  |  |  |  |  |  |  |  |  |  |  |  |  |  |  |  |  |  |  |
|                         |                         |                         |                         |                         |                         |                      |                      |                      |                      |                      |                      |                   |                   |           |           |                  |                  |                      |                      |                      |                      |                      |                      |                             |                             |                             |                             |                             |                             |              |              |              |              |              |              |                   |                   |                   |                   |                   |                   |      |      |      |      |      |      |  |  |  |  |  |  |  |  |  |  |  |  |  |  |  |  |  |  |  |  |  |  |  |  |  |  |  |  |  |  |  |  |  |  |  |  |  |  |  |  |  |  |  |  |
|                         |                         |                         |                         |                         |                         |                      |                      |                      |                      |                      |                      |                   |                   |           |           |                  |                  |                      |                      |                      |                      |                      |                      |                             |                             |                             |                             |                             |                             |              |              |              |              |              |              |                   |                   |                   |                   |                   |                   |      |      |      |      |      |      |  |  |  |  |  |  |  |  |  |  |  |  |  |  |  |  |  |  |  |  |  |  |  |  |  |  |  |  |  |  |  |  |  |  |  |  |  |  |  |  |  |  |  |  |
| Agustín                 | Agustín                 | Agustín                 | Agustín                 | Agustín                 | Agustín                 | Araceli              | Araceli              | Araceli              | Araceli              | Araceli              | Araceli              | Domingo           | Domingo           | Domingo   | Domingo   | Domingo          | Domingo          | Lorenzo              | Lorenzo              | Lorenzo              | Lorenzo              | Lorenzo              | Lorenzo              | Constanza                   | Constanza                   | Constanza                   | Constanza                   | Constanza                   | Constanza                   | José Antonio | José Antonio | José Antonio | José Antonio | José Antonio | José Antonio | María del Rosario | María del Rosario | María del Rosario | María del Rosario | María del Rosario | María del Rosario | Inés | Inés | Inés | Inés | Inés | Inés |  |  |  |  |  |  |  |  |  |  |  |  |  |  |  |  |  |  |  |  |  |  |  |  |  |  |  |  |  |  |  |  |  |  |  |  |  |  |  |  |  |  |  |  |
| Agustín                 | Agustín                 | Agustín                 | Agustín                 | Agustín                 | Agustín                 | Araceli              | Araceli              | Araceli              | Araceli              | Araceli              | Araceli              | Domingo           | Domingo           | Domingo   | Domingo   | Domingo          | Domingo          | Lorenzo              | Lorenzo              | Lorenzo              | Lorenzo              | Lorenzo              | Lorenzo              | Constanza                   | Constanza                   | Constanza                   | Constanza                   | Constanza                   | Constanza                   | José Antonio | José Antonio | José Antonio | José Antonio | José Antonio | José Antonio | María del Rosario | María del Rosario | María del Rosario | María del Rosario | María del Rosario | María del Rosario | Inés | Inés | Inés | Inés | Inés | Inés |  |  |  |  |  |  |  |  |  |  |  |  |  |  |  |  |  |  |  |  |  |  |  |  |  |  |  |  |  |  |  |  |  |  |  |  |  |  |  |  |  |  |  |  |
| José                    | José                    | José                    | José                    | José                    | José                    | Luis Augusto Convers | Luis Augusto Convers | Luis Augusto Convers | Luis Augusto Convers | Luis Augusto Convers | Luis Augusto Convers | Araceli           | Araceli           | Araceli   | Araceli   | Araceli          | Araceli          |                      |                      |                      |                      |                      |                      | Constanza Convers           | Constanza Convers           | Constanza Convers           | Constanza Convers           | Constanza Convers           | Constanza Convers           |              |              |              |              |              |              | Ricardo Lleras    | Ricardo Lleras    | Ricardo Lleras    | Ricardo Lleras    | Ricardo Lleras    | Ricardo Lleras    |      |      |      |      |      |      |  |  |  |  |  |  |  |  |  |  |  |  |  |  |  |  |  |  |  |  |  |  |  |  |  |  |  |  |  |  |  |  |  |  |  |  |  |  |  |  |  |  |  |  |
| José                    | José                    | José                    | José                    | José                    | José                    | Luis Augusto Convers | Luis Augusto Convers | Luis Augusto Convers | Luis Augusto Convers | Luis Augusto Convers | Luis Augusto Convers | Araceli           | Araceli           | Araceli   | Araceli   | Araceli          | Araceli          |                      |                      |                      |                      |                      |                      | Constanza Convers           | Constanza Convers           | Constanza Convers           | Constanza Convers           | Constanza Convers           | Constanza Convers           |              |              |              |              |              |              | Ricardo Lleras    | Ricardo Lleras    | Ricardo Lleras    | Ricardo Lleras    | Ricardo Lleras    | Ricardo Lleras    |      |      |      |      |      |      |  |  |  |  |  |  |  |  |  |  |  |  |  |  |  |  |  |  |  |  |  |  |  |  |  |  |  |  |  |  |  |  |  |  |  |  |  |  |  |  |  |  |  |  |
| Josefina                | Josefina                | Josefina                | Josefina                | Josefina                | Josefina                | María Convers        | María Convers        | María Convers        | María Convers        | María Convers        | María Convers        | Severiana         | Severiana         | Severiana | Severiana | Severiana        | Severiana        |                      |                      |                      |                      |                      |                      | Francisco Convers           | Francisco Convers           | Francisco Convers           | Francisco Convers           | Francisco Convers           | Francisco Convers           |              |              |              |              |              |              | Clotilde Lleras   | Clotilde Lleras   | Clotilde Lleras   | Clotilde Lleras   | Clotilde Lleras   | Clotilde Lleras   |      |      |      |      |      |      |  |  |  |  |  |  |  |  |  |  |  |  |  |  |  |  |  |  |  |  |  |  |  |  |  |  |  |  |  |  |  |  |  |  |  |  |  |  |  |  |  |  |  |  |
| Josefina                | Josefina                | Josefina                | Josefina                | Josefina                | Josefina                | María Convers        | María Convers        | María Convers        | María Convers        | María Convers        | María Convers        | Severiana         | Severiana         | Severiana | Severiana | Severiana        | Severiana        |                      |                      |                      |                      |                      |                      | Francisco Convers           | Francisco Convers           | Francisco Convers           | Francisco Convers           | Francisco Convers           | Francisco Convers           |              |              |              |              |              |              | Clotilde Lleras   | Clotilde Lleras   | Clotilde Lleras   | Clotilde Lleras   | Clotilde Lleras   | Clotilde Lleras   |      |      |      |      |      |      |  |  |  |  |  |  |  |  |  |  |  |  |  |  |  |  |  |  |  |  |  |  |  |  |  |  |  |  |  |  |  |  |  |  |  |  |  |  |  |  |  |  |  |  |
| Araceli                 | Araceli                 | Araceli                 | Araceli                 | Araceli                 | Araceli                 | Araceli Convers      | Araceli Convers      | Araceli Convers      | Araceli Convers      | Araceli Convers      | Araceli Convers      | Agustín           | Agustín           | Agustín   | Agustín   | Agustín          | Agustín          |                      |                      |                      |                      |                      |                      | Irene Convers               | Irene Convers               | Irene Convers               | Irene Convers               | Irene Convers               | Irene Convers               |              |              |              |              |              |              | Luis Lleras       | Luis Lleras       | Luis Lleras       | Luis Lleras       | Luis Lleras       | Luis Lleras       |      |      |      |      |      |      |  |  |  |  |  |  |  |  |  |  |  |  |  |  |  |  |  |  |  |  |  |  |  |  |  |  |  |  |  |  |  |  |  |  |  |  |  |  |  |  |  |  |  |  |
| Araceli                 | Araceli                 | Araceli                 | Araceli                 | Araceli                 | Araceli                 | Araceli Convers      | Araceli Convers      | Araceli Convers      | Araceli Convers      | Araceli Convers      | Araceli Convers      | Agustín           | Agustín           | Agustín   | Agustín   | Agustín          | Agustín          |                      |                      |                      |                      |                      |                      | Irene Convers               | Irene Convers               | Irene Convers               | Irene Convers               | Irene Convers               | Irene Convers               |              |              |              |              |              |              | Luis Lleras       | Luis Lleras       | Luis Lleras       | Luis Lleras       | Luis Lleras       | Luis Lleras       |      |      |      |      |      |      |  |  |  |  |  |  |  |  |  |  |  |  |  |  |  |  |  |  |  |  |  |  |  |  |  |  |  |  |  |  |  |  |  |  |  |  |  |  |  |  |  |  |  |  |
|                         |                         |                         |                         |                         |                         | Francisco Convers    | Francisco Convers    | Francisco Convers    | Francisco Convers    | Francisco Convers    | Francisco Convers    | Nieves            | Nieves            | Nieves    | Nieves    | Nieves           | Nieves           |                      |                      |                      |                      |                      |                      | Blanca Convers              | Blanca Convers              | Blanca Convers              | Blanca Convers              | Blanca Convers              | Blanca Convers              |              |              |              |              |              |              | Agustín Lleras    | Agustín Lleras    | Agustín Lleras    | Agustín Lleras    | Agustín Lleras    | Agustín Lleras    |      |      |      |      |      |      |  |  |  |  |  |  |  |  |  |  |  |  |  |  |  |  |  |  |  |  |  |  |  |  |  |  |  |  |  |  |  |  |  |  |  |  |  |  |  |  |  |  |  |  |
|                         |                         |                         |                         |                         |                         | Francisco Convers    | Francisco Convers    | Francisco Convers    | Francisco Convers    | Francisco Convers    | Francisco Convers    | Nieves            | Nieves            | Nieves    | Nieves    | Nieves           | Nieves           |                      |                      |                      |                      |                      |                      | Blanca Convers              | Blanca Convers              | Blanca Convers              | Blanca Convers              | Blanca Convers              | Blanca Convers              |              |              |              |              |              |              | Agustín Lleras    | Agustín Lleras    | Agustín Lleras    | Agustín Lleras    | Agustín Lleras    | Agustín Lleras    |      |      |      |      |      |      |  |  |  |  |  |  |  |  |  |  |  |  |  |  |  |  |  |  |  |  |  |  |  |  |  |  |  |  |  |  |  |  |  |  |  |  |  |  |  |  |  |  |  |  |
|                         |                         |                         |                         |                         |                         | Sergio Convers       | Sergio Convers       | Sergio Convers       | Sergio Convers       | Sergio Convers       | Sergio Convers       | Inés              | Inés              | Inés      | Inés      | Inés             | Inés             |                      |                      |                      |                      |                      |                      |                             |                             |                             |                             |                             |                             |              |              |              |              |              |              | Araceli Lleras    | Araceli Lleras    | Araceli Lleras    | Araceli Lleras    | Araceli Lleras    | Araceli Lleras    |      |      |      |      |      |      |  |  |  |  |  |  |  |  |  |  |  |  |  |  |  |  |  |  |  |  |  |  |  |  |  |  |  |  |  |  |  |  |  |  |  |  |  |  |  |  |  |  |  |  |
|                         |                         |                         |                         |                         |                         | Sergio Convers       | Sergio Convers       | Sergio Convers       | Sergio Convers       | Sergio Convers       | Sergio Convers       | Inés              | Inés              | Inés      | Inés      | Inés             | Inés             |                      |                      |                      |                      |                      |                      |                             |                             |                             |                             |                             |                             |              |              |              |              |              |              | Araceli Lleras    | Araceli Lleras    | Araceli Lleras    | Araceli Lleras    | Araceli Lleras    | Araceli Lleras    |      |      |      |      |      |      |  |  |  |  |  |  |  |  |  |  |  |  |  |  |  |  |  |  |  |  |  |  |  |  |  |  |  |  |  |  |  |  |  |  |  |  |  |  |  |  |  |  |  |  |
|                         |                         |                         |                         |                         |                         | Hersilia Convers     | Hersilia Convers     | Hersilia Convers     | Hersilia Convers     | Hersilia Convers     | Hersilia Convers     | Constanza         | Constanza         | Constanza | Constanza | Constanza        | Constanza        |                      |                      |                      |                      |                      |                      |                             |                             |                             |                             |                             |                             |              |              |              |              |              |              | Gustavo Lleras    | Gustavo Lleras    | Gustavo Lleras    | Gustavo Lleras    | Gustavo Lleras    | Gustavo Lleras    |      |      |      |      |      |      |  |  |  |  |  |  |  |  |  |  |  |  |  |  |  |  |  |  |  |  |  |  |  |  |  |  |  |  |  |  |  |  |  |  |  |  |  |  |  |  |  |  |  |  |
|                         |                         |                         |                         |                         |                         | Hersilia Convers     | Hersilia Convers     | Hersilia Convers     | Hersilia Convers     | Hersilia Convers     | Hersilia Convers     | Constanza         | Constanza         | Constanza | Constanza | Constanza        | Constanza        |                      |                      |                      |                      |                      |                      |                             |                             |                             |                             |                             |                             |              |              |              |              |              |              | Gustavo Lleras    | Gustavo Lleras    | Gustavo Lleras    | Gustavo Lleras    | Gustavo Lleras    | Gustavo Lleras    |      |      |      |      |      |      |  |  |  |  |  |  |  |  |  |  |  |  |  |  |  |  |  |  |  |  |  |  |  |  |  |  |  |  |  |  |  |  |  |  |  |  |  |  |  |  |  |  |  |  |
|                         |                         |                         |                         |                         |                         |                      |                      |                      |                      |                      |                      | Domingo           | Domingo           | Domingo   | Domingo   | Domingo          | Domingo          |                      |                      |                      |                      |                      |                      |                             |                             |                             |                             |                             |                             |              |              |              |              |              |              | María Lleras      | María Lleras      | María Lleras      | María Lleras      | María Lleras      | María Lleras      |      |      |      |      |      |      |  |  |  |  |  |  |  |  |  |  |  |  |  |  |  |  |  |  |  |  |  |  |  |  |  |  |  |  |  |  |  |  |  |  |  |  |  |  |  |  |  |  |  |  |
|                         |                         |                         |                         |                         |                         |                      |                      |                      |                      |                      |                      | Domingo           | Domingo           | Domingo   | Domingo   | Domingo          | Domingo          |                      |                      |                      |                      |                      |                      |                             |                             |                             |                             |                             |                             |              |              |              |              |              |              | María Lleras      | María Lleras      | María Lleras      | María Lleras      | María Lleras      | María Lleras      |      |      |      |      |      |      |  |  |  |  |  |  |  |  |  |  |  |  |  |  |  |  |  |  |  |  |  |  |  |  |  |  |  |  |  |  |  |  |  |  |  |  |  |  |  |  |  |  |  |  |
|                         |                         |                         |                         |                         |                         |                      |                      |                      |                      |                      |                      |                   |                   |           |           |                  |                  |                      |                      |                      |                      |                      |                      |                             |                             |                             |                             |                             |                             |              |              |              |              |              |              | Mercedes Lleras   |                   |                   |                   |                   |                   |      |      |      |      |      |      |  |  |  |  |  |  |  |  |  |  |  |  |  |  |  |  |  |  |  |  |  |  |  |  |  |  |  |  |  |  |  |  |  |  |  |  |  |  |  |  |  |  |  |  |
|                         |                         |                         |                         |                         |                         |                      |                      |                      |                      |                      |                      |                   |                   |           |           |                  |                  |                      |                      |                      |                      |                      |                      |                             |                             |                             |                             |                             |                             |              |              |              |              |              |              |                   |                   |                   |                   |                   |                   |      |      |      |      |      |      |  |  |  |  |  |  |  |  |  |  |  |  |  |  |  |  |  |  |  |  |  |  |  |  |  |  |  |  |  |  |  |  |  |  |  |  |  |  |  |  |  |  |  |  |
|                         |                         |                         |                         |                         |                         |                      |                      |                      |                      |                      |                      |                   |                   |           |           |                  |                  |                      |                      |                      |                      |                      |                      |                             |                             |                             |                             |                             |                             |              |              |              |              |              |              | Eduardo Lleras    |                   |                   |                   |                   |                   |      |      |      |      |      |      |  |  |  |  |  |  |  |  |  |  |  |  |  |  |  |  |  |  |  |  |  |  |  |  |  |  |  |  |  |  |  |  |  |  |  |  |  |  |  |  |  |  |  |  |

## Homenajes

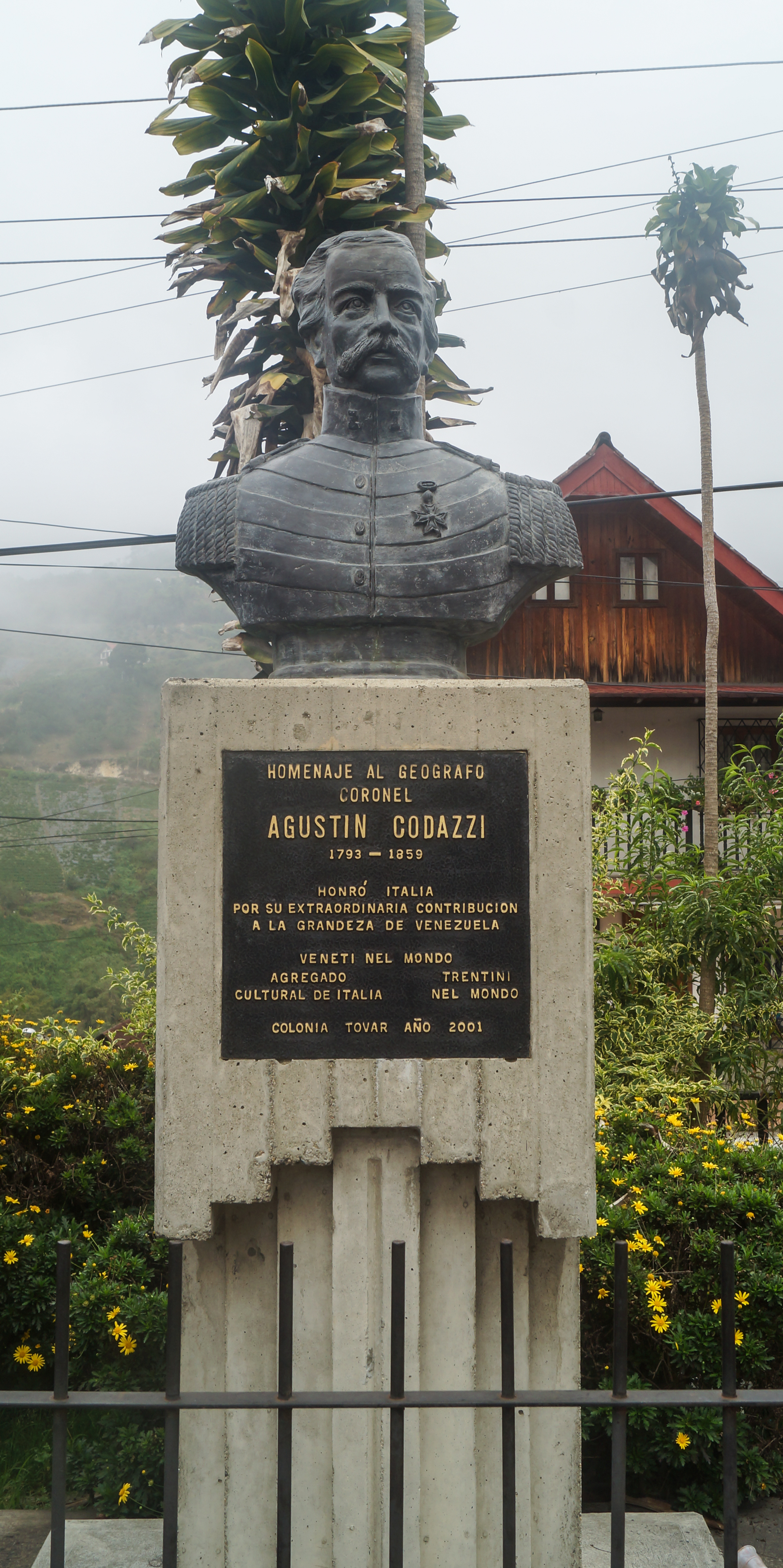
Agostino Codazzi: monumento erigido en la Colonia Tovar, Estado Aragua, Venezuela

Los restos mortales de Agustín Codazzi se encuentran sepultados desde 1942 en el Panteón Nacional de Venezuela, en Caracas.
Por su brillante trayectoria militar, política y científica en Italia, Colombia y Venezuela a Codazzi se le conoce como "El Hombre de las Tres Patrias".
Con el fin de honrar su memoria varias instituciones y toponimias llevan su nombre:
 Colombia
- Instituto Geográfico Agustín Codazzi.[25]
- Batallón de Ingenieros Coronel Agustín Codazzi N.º 3.[26]
- Municipio Agustín Codazzi del departamento del Cesar.[27]
- Colegio Militar General Agustín Codazzi (Palmira).[28]

 Venezuela
- 61.º Regimiento de Ingenieros de Construcción y Mantenimiento Agustín Codazzi.[29]
- Plaza Agustín Codazzi (Parque El Calvario, Caracas).
- Plaza Agustín Codazzi (Urbanización Prados del Este, Caracas).
- Plaza Agustín Codazzi (Parroquia La Vega, Caracas).
- Plaza Agustín Codazzi (Colonia Tovar, estado Aragua).
- Plaza Agustín Codazzi (Ocumare del Tuy, estado Miranda).
- Avenida Agustín Codazzi (Caracas).
- Avenida Agustín Codazzi (Barinas).
- Biblioteca Pública Central Agustín Codazzi (Maracay).[30]
- Colegio (bilingüe) Agustín Codazzi (Caracas).
- Instituto Universitario de Tecnología Agustín Codazzi (Barinas).
- Liceo Agustín Codazzi (Maracay).[31]
- Parque Agustín Codazzi (Maracay).
- Monumento natural Pico Codazzi (Aragua).[32]
- Acuario Agustín Codazzi (Carrizal).
- Calle Agustín Codazzi (Colonia Tovar).

En el 2001 la comunidad de Venetos de Venezuela develó en la colonia Tovar un monumento en homenaje a su fundador Codazzi con la inscripción "Honró Italia por su extraordinaria contribución a la grandeza de Venezuela".
 Italia
- Via Agostino Codazzi en Lugo.
- Escuela Agostino Codazzi en Lugo.[33]

## Publicaciones de Agustín Codazzi
Entre las numerosas publicaciones que Codazzi realizó a lo largo de su vida (y después de ella, ya que se siguieron publicando obras con su nombre hasta bien entrado el siglo XX), se tienen varias cartas, sus Memorias, escritas por él en 1823 durante su estadía en Lugo, varios decretos y leyes dictados como gobernador de Barinas, así como sus numerosos mapas.

### Escritos
La siguiente es una lista de los escritos que Agustín Codazzi realizó a lo largo de su vida:

### Mapas
La siguiente es una lista de los mapas realizados por Agustín Codazzi: